# Astronidium kasiense
Astronidium kasiense es una especie de planta de flores perteneciente a la familia  Melastomataceae. Es endémica de Fiyi recogida en el monte Kasi.
La especie conocida fue descubierta en 1934 en una densa selva entre 300 a 400 m s. n. m. de altitud. Esta zona está expuesta a la explotación minera por lo que puede haberse extinguido.